# رأب البواب (جراحة)

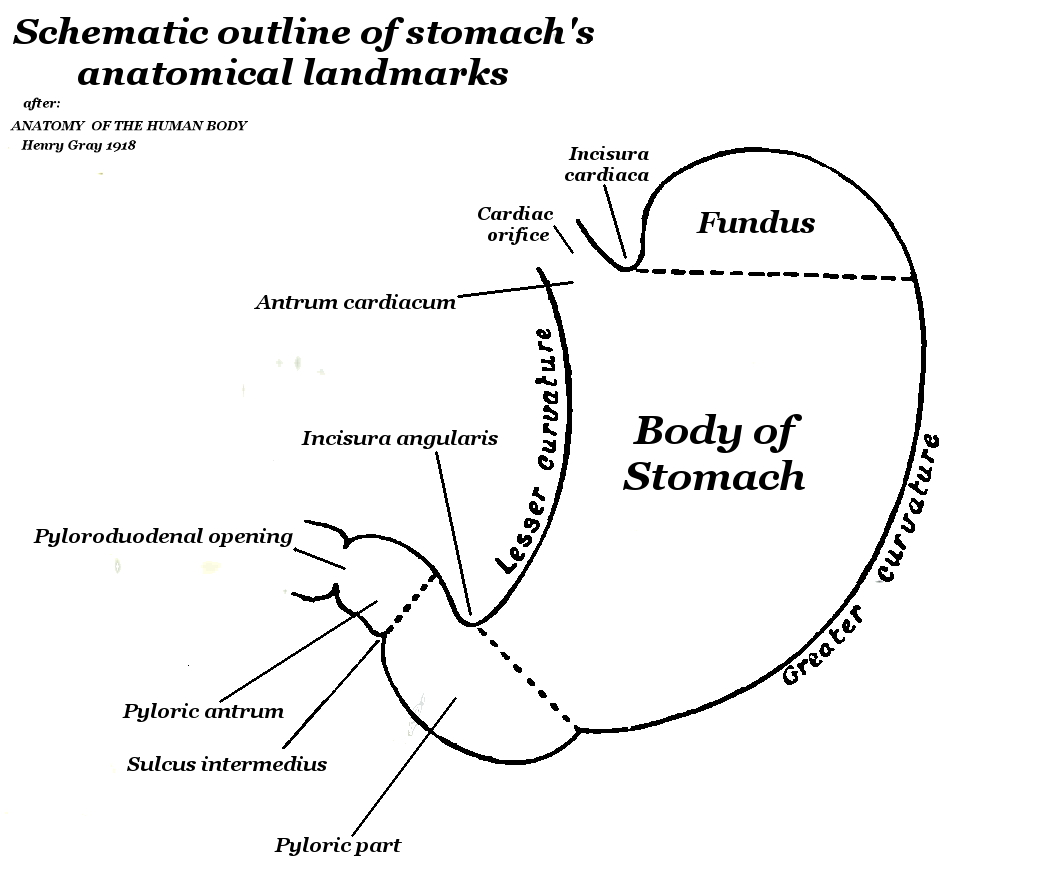
مخطط تشريحي للمعده

رأب البواب هي عملية جراحية تُجرى لتوسيع الفتحة في الجزء السفلي من المعدة، والمعروفة أيضًا باسم الـبواب (فتحة بين المعدة والمعي). عندما يثخن البواب، يصعب مرور الطعام من خلاله. تُجرى الجراحة لتوسيع نطاق العضلة المعروفة باسم العضلة العاصرة البوابية، وهي حلقة من الألياف العضلية الملساء التي تحيط بالبواب، وتساعد على تنظيم الهضم ومنع الارتجاع ( انظر الشكل).  إن اتساع العضلة العاصرة البوابية يمكّن محتوى المعدة من المرور إلى الجزء الأول من الأمعاء الدقيقة المعروف بـالاثني عشر.

## التطبيقات
يمكن إجراء جراحة رأب البواب على بواب ضيق أو سميك، ولكن أيضًا على بواب طبيعي. تُستخدم الجراحة لعلاج المرضى الذين يعانون من مضاعفات تسبب انسداد البواب، وهي عادة القرحة الهضمية. كما يمكن إجراؤها على المرضى المعرضين لخطر كبير للإصابة بمرض القرحة المعدية أو الهضمية. لا يتم إجراء عملية رأب البواب لوحدها؛ غالبًا تصاحبها جراحة أخرى مثل قطع المبهم.

## الإحصائيات
هناك ما يقارب 4 ملايين شخص في الولايات المتحدة لديهم قرحة هضمية. وبحسب التقديرات فإن 5 من كل 100000 بالغ في الولايات المتحدة سيصابون بقرحة هضمية. يُعتقد أن 80-90٪ من القرحات الأولية ناتجة عن بكتيريا هيليكوباكتر بيلوري، وتظهر العدوى بالبكتيريا الحلزونية في كثير من الأحيان لدى السكان السُمر والأسبان أكثر من البيض. القرحة الهضمية يمكن أن تظهر لمرضى من جميع الأعمار.

## الوصف والإجراءات
يتم إجراء عملية رأب البواب عندما يكون المريض تحت التخدير العام مستلقيًا. يمكن إجراؤها كجراحة مفتوحة أو بواسطة منظار البطن. إذا تم إجراؤها كجراحة مفتوحة، فسيقوم الجراح بعمل شق كبير في البطن لفتح المنطقة، وشق بعض العاصرة البوابية لتوسيعها وإرخائها. يتم استخدام شق خط الوسط غالبًا لهذا الإجراء. إذا تم إجراء ذلك باستخدام منظار البطن، يتم فتح 3 إلى 5 شقوق صغيرة في البطن. يُملأ البطن بثاني أكسيد الكربون حتى يتمكن الجراح الذي ينظر من خلال الكاميرا الصغيرة من رؤية المنطقة. يتم بعد ذلك توسيع العضلة العاصرة البوابية بنفس طريقة الجراحة المفتوحة. تسمح جراحة رأب البواب بإفراغ محتويات المعدة في الإثني عشر بشكل أسرع، ولكنها قد تتسبب في ارتجاع محتويات الأمعاء الدقيقة إلى المعدة.
هناك أنواع متعددة من أساليب رأب البواب. تُعرف عملية رأب البواب الأكثر شيوعًا باسم (رأب البواب هينيكي ميكوليكس) Heineke-Mikulicz. يتكون هذا النوع من شق طولي مغلق بشكل عرضي عبر البواب. وهناك أسلوب آخر يدعى (رأب البواب جبولاي) Jaboulay، وهي ليست شق لبواب المعدة، ولكن جنبا إلى جنب مفاغرة معدية إثناعشرية. وأخيرًا هناك (رأب البواب فيني) Finney هو نفس تقنية رأب الجبولاي، ولكن أيضًا مع شق البواب.
بعد الجراحة يتم مراقبة تنفس المريض، وضغط الدم، ودرجة الحرارة، ومعدل ضربات القلب، وتناول السوائل وإخراجها، والتنفس، وموقع الجراحة. بعد حوالي 8 ساعات من الجراحة، قد يكون المريض قادرًا على المشي لمسافة قصيرة، والمشي لمسافات متزايدة خلال اليومين أو الثلاثة أيام القادمة. يخرج معظم المرضى بعد 24 ساعة ويتعافون بسرعة وبشكل كامل. يمكن لمعظم المرضى أن يبدأوا ببطء في اتباع نظام غذائي منتظم في غضون أسبوعين إلى ثلاثة أسابيع.

## المخاطر
تشمل المخاطر تلك المخاطر العامة للجراحة، مثل ردود الفعل تجاه الأدوية أو النزيف أو جلطات الدم أو العدوى. المخاطر الخاصة بعملية رأب البواب تشمل تضرر الأمعاء، والإسهال المزمن، والثقوب المخاطية، وتسرب محتويات المعدة، وسوء التغذية، والارتجاع المراري، والقيء، والفتق.

## البدائل
بعض أنواع رأب البواب هي توسيع البواب وبضع عضل البواب، وهي أقل تدخلاً. تشمل العمليات البديلة لرأب البواب فغر المعدة والأمعاء و استئصال المضاد.